# Cibeureum (Sukamantri)
Cibeureum is een bestuurslaag in het regentschap Ciamis van de provincie West-Java, Indonesië. Cibeureum telt 7156 inwoners (volkstelling 2010).